# Rio Rima
O rio Rima é um rio no norte da Nigéria. Junta-se ao rio Socoto perto de Socoto. O Rima é um rio sazonal: apenas tem água na estação das chuvas.